# Philipp Flad
Philipp Emil Flad (* 29. Januar 1800 in Wachenheim an der Weinstraße; † 27. Februar 1869 in Karlsruhe; evangelisch) war ein badischer Amtmann und Amtsvorstand, vergleichbar mit einem heutigen Landrat.

## Familie
Philipp Flad war der Sohn des Daniel Theophil Flad, ehemaliger Stiftsschaffner in Dürkheim und Kirchenrat in Heidelberg,  und der Franziska Philippina geborene Jakobi. Er war seit 1829 verheiratet mit Helena geborene Martin, Tochter des Hof- und Garnisonspredigers Martin zu Karlsruhe. Aus dieser Ehe entstammen fünf Kinder, von deren Namen nur Otto Heinrich Flad (* 18. Februar 1830 in Karlsruhe; † 22. Februar 1878 in Heidelberg), späterer Stadtdirektor von Konstanz und Heidelberg, überliefert ist.

## Leben
Flad arbeitete nach dem Studium an der Universität Heidelberg ab 1822 als Rechtspraktikant beim Landamt Heidelberg und wurde 1824 Aktuar beim Bezirksamt Gernsbach, wo er die Aufsicht über mehr als 30 Stiftungen führte und Stellvertreter des Oberamtmannes war. Am 30. August 1826 wurde er Garnisonsauditor in Karlsruhe und ab dem 30. April 1835 Amtmann und zweiter Beamter beim Landamt Karlsruhe. Am 5. November 1840 wurde er Amtsvorstand beim Bezirksamt Schopfheim und zum 16. Januar 1845 Oberamtmann beim Bezirksamt Lörrach. Vom 29. Januar 1847 an war er Amtsvorstand beim Bezirksamt Pforzheim und ab dem 8. September 1849 beim Bezirksamt Bretten. Nach einem längeren Erholungsurlaub 1863 wegen schwerer Krankheit wurde er am 8. Oktober 1866 in den Ruhestand versetzt.

## Auszeichnungen
- 1854 Ritterkreuz des Zähringer Löwen-Ordens